# Mieszko Kazimierzowic
Mieszko Kazimierzowic (ur. 16 kwietnia 1045, zm. 28 stycznia 1065) – syn Kazimierza I Odnowiciela, księcia Polski z dynastii Piastów, hipotetyczny książę Kujaw od 1058.
Urodził się jako trzeci z czterech synów Kazimierza I Odnowiciela i jego żony Marii Dobroniegi, córki Włodzimierza I Wielkiego, księcia kijowskiego. Imię otrzymał po swoim dziadku ze strony ojca, Mieszku II Lambercie.
Według hipotezy Henryka Łowmiańskiego w 1058 roku – po śmierci ojca – przypadły mu Kujawy. Po bezpotomnej śmierci Mieszka odziedziczył je jego starszy brat Bolesław II Szczodry.
Starsza literatura błędnie przyjmowała, że zmarł 6 grudnia 1065 roku.

## Genealogia
| Mieszko II Lambert ur. 990 zm. 10 lub 11 V 1034 | Mieszko II Lambert ur. 990 zm. 10 lub 11 V 1034 |                                                       |                                                       | Rycheza ur. ok. 993 zm. 21 III 1063 | Rycheza ur. ok. 993 zm. 21 III 1063 |  |  | Włodzimierz I Wielki ur. ? zm. 15 VII 1015 | Włodzimierz I Wielki ur. ? zm. 15 VII 1015 |                                                 |                                                 | NN ur. ? zm. po 1018 | NN ur. ? zm. po 1018 |
|                                                 |                                                 |                                                       |                                                       |                                     |                                     |  |  |                                            |                                            |                                                 |                                                 |                      |                      |
|                                                 |                                                 |                                                       |                                                       |                                     |                                     |  |  |                                            |                                            |                                                 |                                                 |                      |                      |
|                                                 |                                                 | Kazimierz I Odnowiciel ur. 25 VII 1016 zm. 28 XI 1058 | Kazimierz I Odnowiciel ur. 25 VII 1016 zm. 28 XI 1058 |                                     |                                     |  |  |                                            |                                            | Dobroniega ur. w okr. 1010–1016 zm. 13 XII 1087 | Dobroniega ur. w okr. 1010–1016 zm. 13 XII 1087 |                      |                      |
|                                                 |                                                 |                                                       |                                                       |                                     |                                     |  |  |                                            |                                            |                                                 |                                                 |                      |                      |
|                                                 |                                                 |                                                       |                                                       |                                     |                                     |  |  |                                            |                                            |                                                 |                                                 |                      |                      |
|                                                 |                                                 |                                                       |                                                       |                                     |                                     |  |  |                                            |                                            |                                                 |                                                 |                      |                      |

|  |  |  |  | Mieszko Kazimierzowic (ur. 16 IV 1045, zm. 28 I 1065) |